# Опаловая танагра
Опаловая танагра (лат. Tangara callophrys) — вид новонёбных птиц из семейства танагровых.

## Распространение и места обитания
Распространён в юго-восточной Колумбии (Какета и Путумайо), восточном Эквадоре, восточном Перу, северной Боливии (Пандо) и западной Амазонии (Бразилия).
Редко встречаются, но широко распространены в Амазонии, встречающиеся под пологом и на опушках влажных лесов и лесистых местностей, обычно на высоте ниже 700 метров на уровнем моря, но иногда и на высоте до 1000 метров над уровнем моря.

## Описание
Длина тела около 14,5 см. У данного вида и Tangara velida клюв длиннее и тоньше, чем у других представителей рода. Голос: как у Tangara velida, но более низкотонный.

## Экология
Питаются беспозвоночными, собирая их с обратной стороны листьев и перескакивая с ветки на ветку.